# تابيثا غيلمان تيني
تابيثا غيلمان تيني (بالإنجليزية: Tabitha Gilman Tenney)‏ (1762، إيكستر في الولايات المتحدة - 1837، إيكستر في الولايات المتحدة)؛ روائية أمريكية.